# اوریو لیندگرن
اوریو لیندگرن (فنلاندی: Yrjö Lindegren; ۱۳ اوت ۱۹۰۰ – ۱۲ نوامبر ۱۹۵۲) معمار اهل فنلاند بود.
از افتخارات وی میتوان به کسب مدال طلا برنامه‌ریزی شهری در بخش مسابقات هنری بازی‌های المپیک تابستانی ۱۹۴۸ اشاره کرد.